# ワロチリ文書
ワロチリ文書（ワロチリぶんしょ、英語：Huarochirí Manuscript、ドイツ語：Huarochirí-Manuskript、現代ケチュア語：Waruchiri qillqasqa）は、南米ペルーのワロチリ地方にいたインディオの神話・宗教や伝説を報告した、16世紀末頃の先住民の語りをケチュア語のまま書き留めた文書。

## 概要
記されている神話において主導的な役割を果たすのが山の神々ワカである。ここには対立するパリアカカ(Paryaqaqa)とワリャリョ・カルウィンチョ(Wallallu Qarwinchu)などがおり、彼らは土着民（ワロチリ族やワンカ族）の守護神の役割も果たす。この文書は、元インカ帝国の先住アンデス民による伝統的信仰を仔細に記述した唯一のものであるため、同地方の植民地時代に関する基礎資料の一つになっている。同書は「アンデスの聖書に最も近いもの」と評されている。
インディオの原作者は分かっておらず、この文書は非キリスト信仰の撲滅を担当したスペイン人司祭のフランシスコ・デ・アビラによって記録されたもので、注釈も付されている。現地インディオによる土着信仰を綿密に記した、他に類を見ないものであったにもかかわらず、同文書はスペインの首都マドリードの王立図書館に保管されたまま忘れられていた。20世紀になってからドイツの民族学者ヘルマン・トリムボルンがこの文書を見つけてドイツ語に翻訳、1939年に二か国語版を出版した。その大半は第二次世界大戦で散逸したが、アンティエ・ケルムとの共作による拡充・再筆版が1967年に出版された。1966年、ペルーの作家で人類学者のホセ・マリア・アルゲダスがこの文書を初めてスペイン語に翻訳し、二か国語版（ケチュア語とスペイン語）も出版した。

## 文学/版
- フランシスコ・デ・アビラ: Tratado y relación de los errores, falsos Dioses y otras supersticiones y ritos diabólicos en que vivían antiguamente los indios de las Provincias de Huarocheri, Mama, y Chaclla y hoy también viven engañados con gran perdición de sus almas"「ワロチリ、ママ、チャクリャ地方にかつており、そして今日も勝手気ままに誘惑して生き続けている、誤ったまた間違った神々、ならびにその他の迷信と悪魔儀礼に関する論考と報告」[5]1608年。ワロチリ文書と内容合致する自著で、8章までの未完。
- ヘルマン・トリムボルン: Dämonen und Zauber im Inkareich. 「インカ帝国の悪魔と呪文」1939年
- ヘルマン・トリムボルン,アンティ・ケルムエ: Götter und Kulte in Huarochirí. 「ワロチリの神々とカルト」1967年
- ホセ・マリア・アルゲダス: Dioses y Hombres de Huarochirí「ワロチリの神々と人々」1966年。ケチュア語文章とスペイン語訳